# 女子篮球
女子篮球是指由女性参与的篮球运动，它是一種團隊運動。它始于1892年，也就是男子篮球興起后的後一年。隨著大学裡面開始舉辦女子篮球比赛，女子籃球運動在美国迅速传播，并且後來又在全球范围内流行起来。
目前全球有多个女子篮球专业联赛和锦标赛。北美的女子籃球联赛有WNBA。全球範圍內則有女子世界盃籃球賽和夏季奥林匹克运动会篮球比赛。美国則有NCAA女子一级篮球锦标赛。欧洲則有歐洲女子籃球聯賽。